# سیارک ۱۵۹۱۷
سیارک ۱۵۹۱۷ (به انگلیسی: 15917 Rosahavel، نامگذاری:1997UX7) پانزده هزار و نهصد و هفدهمین سیارک کشف شده‌است که در ۲۸ اکتبر ۱۹۹۷ کشف شد.
قدر مطلق سیارک برابر ۲۵.۷ است.